# Masevaux
Masevaux (deutsch Masmünster, elsässisch Màsminschter) ist eine ehemalige französische Gemeinde mit historischem Stadtrecht im Département Haut-Rhin in der Region Grand Est. Sie gehörte zum Arrondissement Thann-Guebwiller und zum Kanton Masevaux. Sie hatte zuletzt 3343 Einwohner (Stand: 2013)
Mit Wirkung vom 1. Januar 2016 wurden die früheren Gemeinden Masevaux und Niederbruck zu einer Commune nouvelle mit dem Namen Masevaux-Niederbruck zusammengelegt.

## Geografie
Masevaux liegt in den südöstlichen Vogesen. Das Tal der Doller weitet sich hier vor dem Eintritt in das Tiefland der Oberrheinebene. Das im Südwesten an die Region Bourgogne-Franche-Comté grenzende Gebiet ist Teil des Regionalen Naturparks Ballons des Vosges.

## Geschichte
Der Ort hat seinen Ursprung in der Abtei Masmünster (lateinisch Masonis monasterium), die um das Jahr 720/730 durch einen Etichonen namens Maso gegründet wurde. Maso besaß die nahegelegene Burg Ringelstein. Nachdem sein Sohn und einziger Erbe als Achtjähriger in der Doller ertrank, soll Maso daraufhin das Frauenkloster Masmünster gegründet haben. Dieses Kloster erreichte den Aufbau eines eigenen Herrschaftsbereichs. Im 13. Jahrhundert wurde das Kloster in ein Adelsstift umgewandelt. Dieses zählte damals 18 Stiftsdamen, 6 Chorherren und 13 Kapläne und stand unter der Oberhoheit des Basler Bischofs, der das Recht besaß, die Äbtissin zu ernennen. Das Stift unterhielt eine adligen Töchtern vorbehaltene Schule. Berühmteste Schülerin war die spätere Zarin Katharina II. Später geriet das Kloster samt Herrschaft in die Landsässigkeit Österreichs. In der Revolution wurde es aufgehoben. 
Um das Kloster entwickelte sich eine Siedlung, welche 1217 zur Stadt erhoben wurde. Seit dem Ende des 14. Jahrhunderts war das Kloster verlassen. Ende des 16. Jahrhunderts kam die Herrschaft an die niederadeligen Herren von Bollweiler, und 1616 als österreichisches Lehen an die Grafen von Fugger (Fugger von der Lilie). Die Herrschaft Masmünster umfasste das gesamte Dollertal oberhalb Masmünsters sowie die Orte Sentheim, Aue, Gewenheim, Oberburbach und Niederburbach. 1648 fielen alle österreichischen Rechte an das Königreich Frankreich.

## Orgelfestival
In den Sommermonaten findet in Masevaux jährlich ein internationales Orgelfestival statt.

## Passionsspiel
Seit 1930 wird jährlich jeden Sonntag zur Fastenzeit von ungefähr 200 Darstellern aus Masmünster und den umgebenden Dörfern ein Passionsspiel in deutscher Sprache aufgeführt.

## Bevölkerungsentwicklung
| Jahr      | 1962 | 1968 | 1975 | 1982 | 1990 | 1999 | 2006 | 2013 |
| --------- | ---- | ---- | ---- | ---- | ---- | ---- | ---- | ---- |
| Einwohner | 3326 | 3385 | 3601 | 3328 | 3267 | 3329 | 3232 | 3343 |

## Sehenswürdigkeiten
Masmünster verfügte bis ins 19. Jahrhundert über mittelalterliche Stadtmauern und drei Stadttore. Auch wenn von diesen nichts mehr übrig ist, ist die kleine Altstadt eine Sehenswürdigkeit für sich. Sie liegt beidseits des Flusses Doller. Besonders sehenswert sind der Platz der Alliierten und die St. Martinskirche.
Die Sankt Martinskirche: Die außerhalb gelegene mittelalterliche Kirche sollte 1787 durch einen Neubau an der jetzigen Stelle ersetzt werden. Noch vor der Fertigstellung wurde dieser wegen aufgetretenen Bauschäden aufgegeben. 1837 wurden die Bauarbeiten wieder aufgenommen. Dabei wurde die Westfassade mit dem Turm neu in spätklassizistischen Formen der Louis-Philippe-Zeit errichtet.
Das Hôtel de Ville (Rathaus) von 1748 ist eine zur Doller hin offene Dreiflügelanlage der Louis XV-Zeit. 

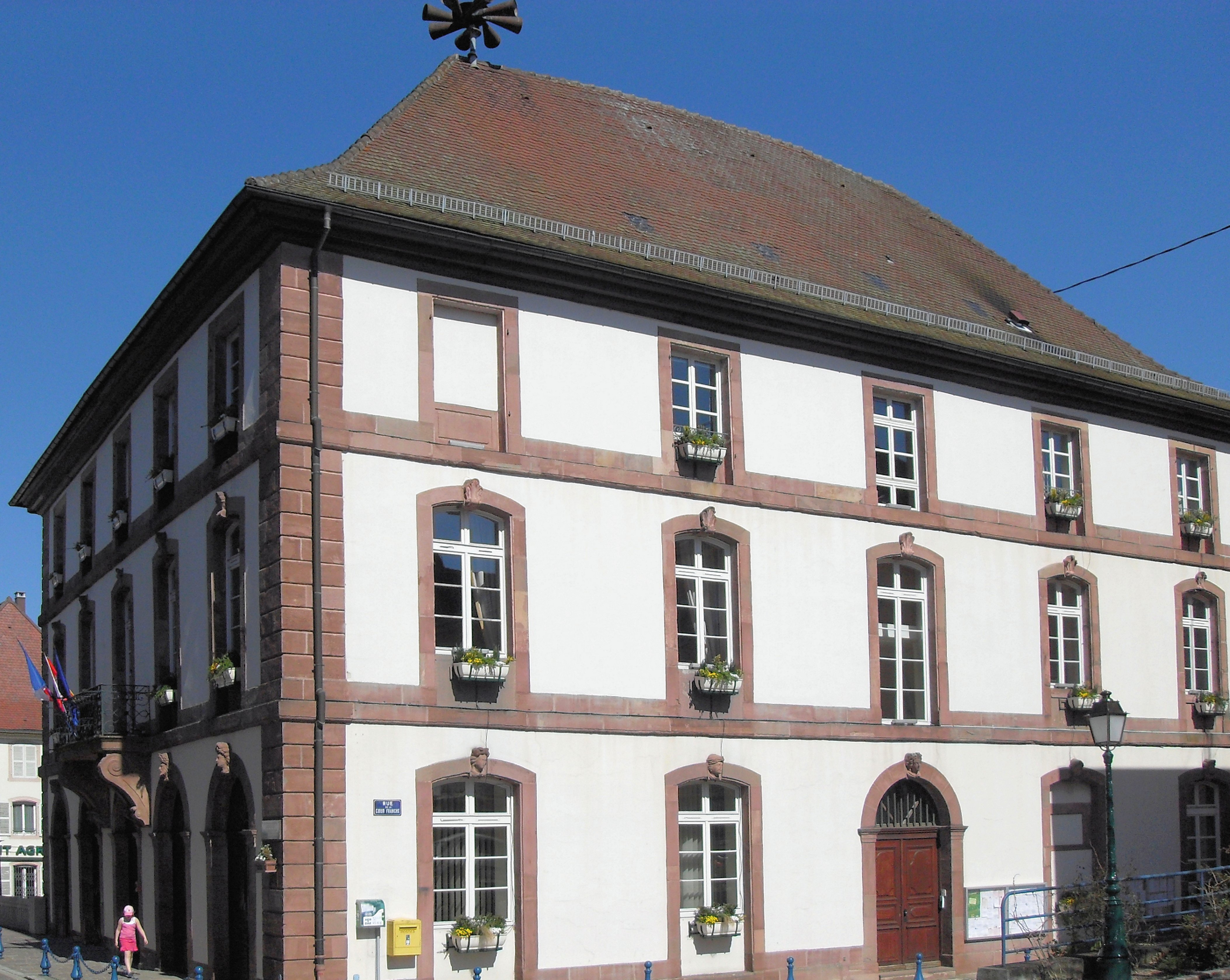
Rathaus
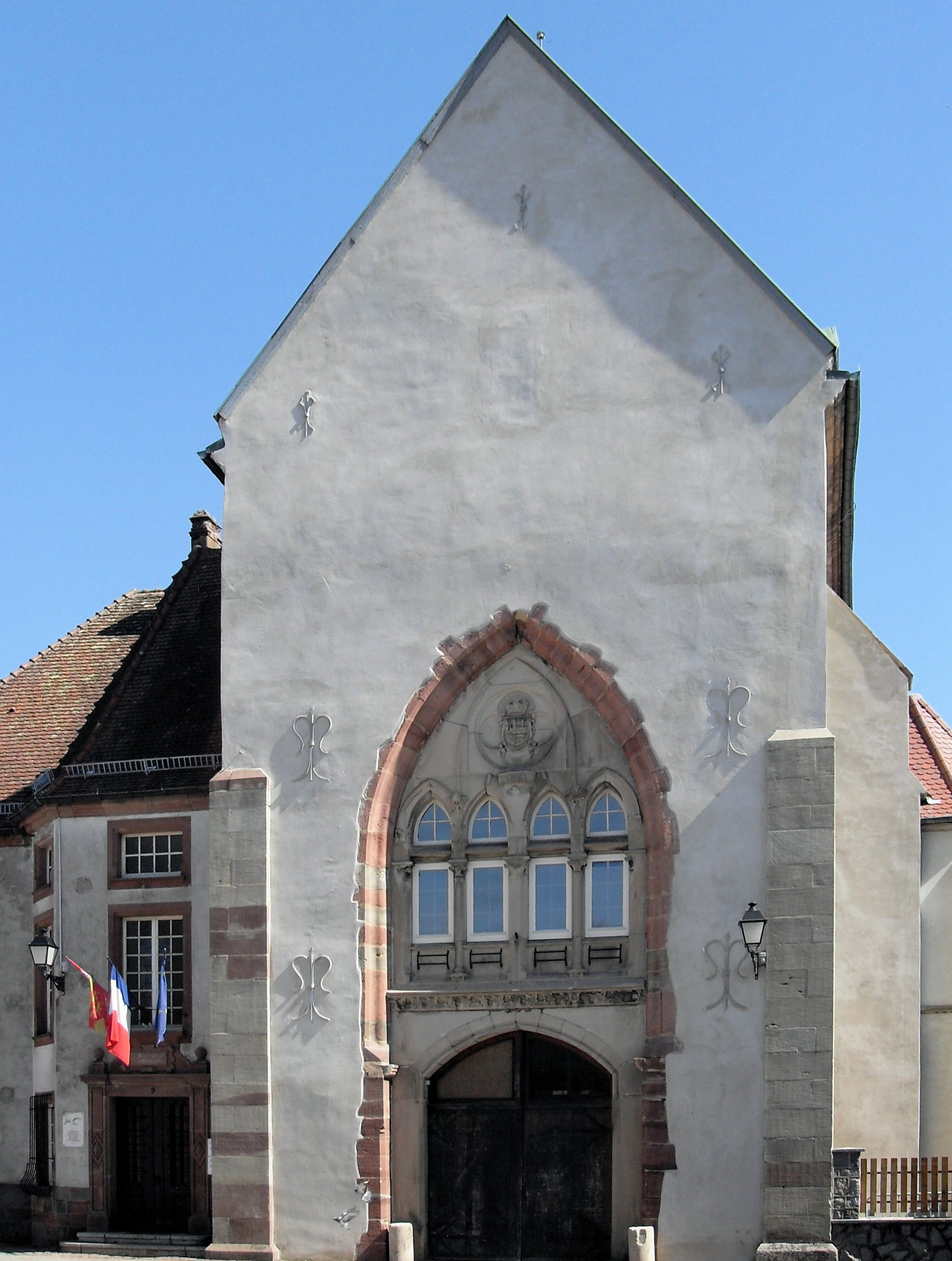
Ehemalige Kapelle der Abtei Masmünster
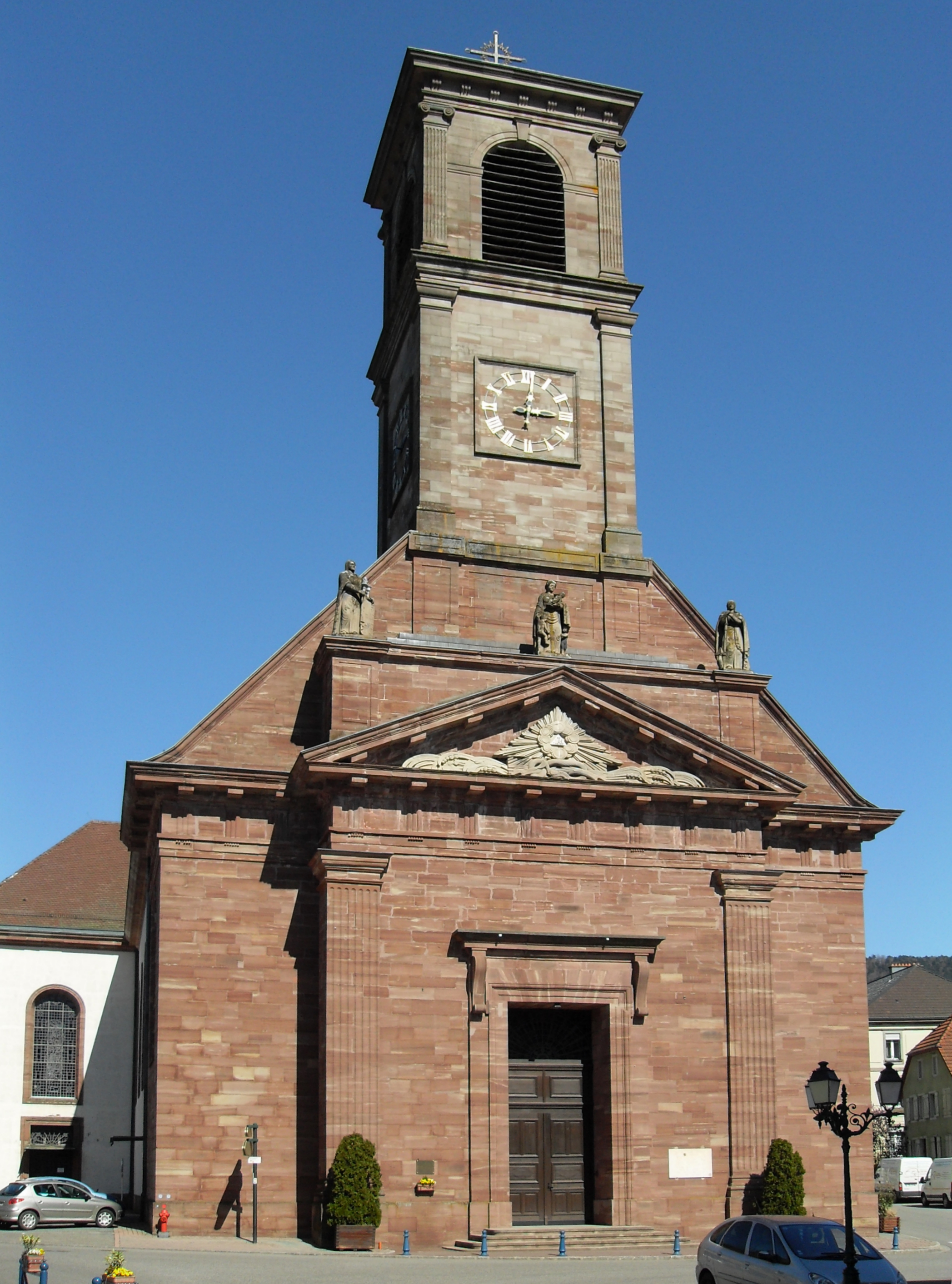
Kirche St. Martin
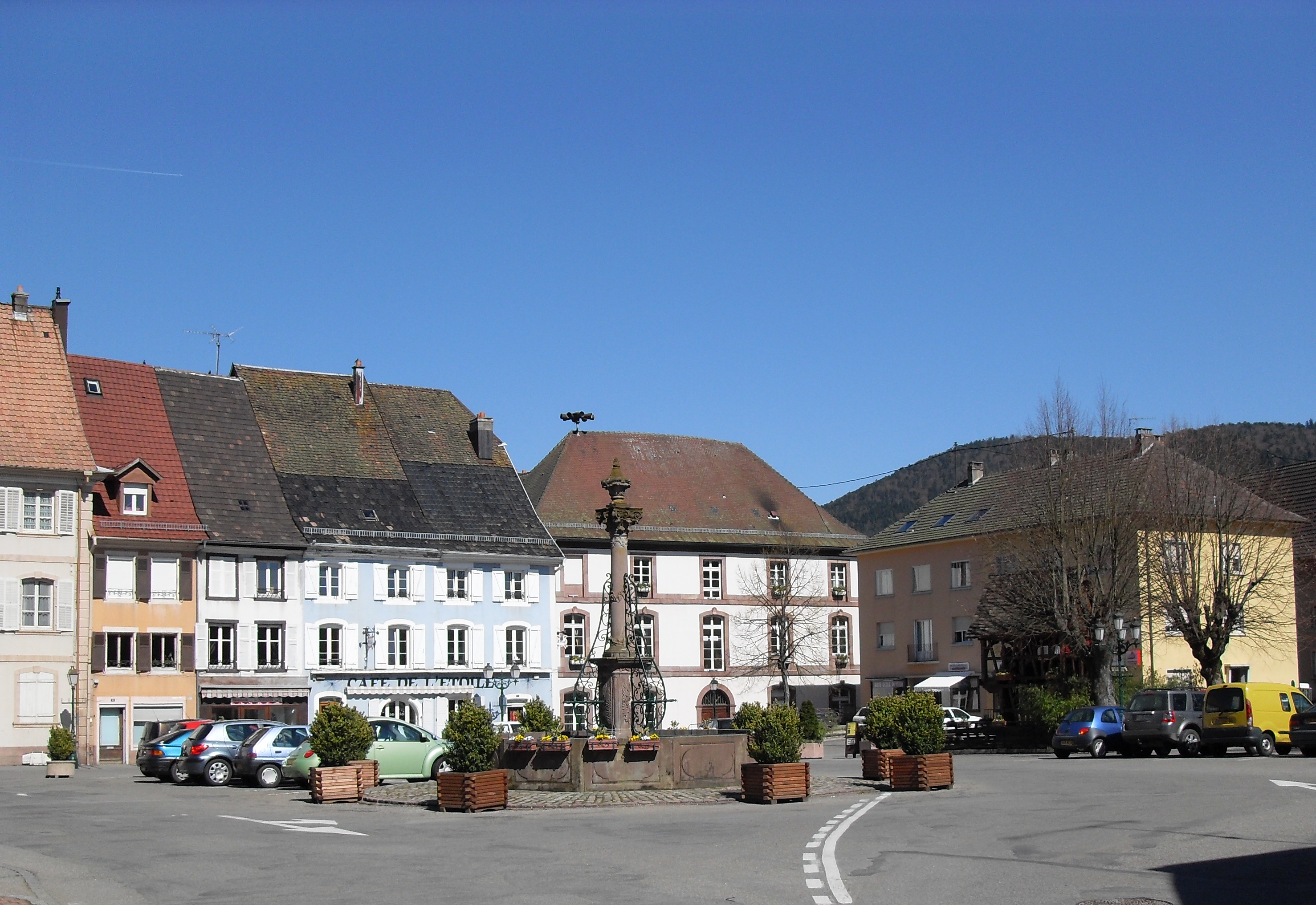
Platz der Alliierten

## Persönlichkeiten
- Margaretha Ursula von Masmünster (ca. 1400–1447/48), Dominikaner-Nonne
- Ursula von Masmünster (1515–1570), Ehefrau von Erasmus Böcklin von Böcklinsau
- Jacques-Louis Battmann (1818–1886), französischer Organist und Komponist, geb. in Masmünster
- Édouard Beugniot (1822–1878), Ingenieur und Lokomotiv-Bauer; geb. in Masmünster
- Julius Manigold (1873–1935), deutscher Flötist und Komponist, geb. in Masmünster
- Boris Kleint (1903–1996), deutscher Künstler, geb. in Masmünster